# Fahrettin Çiloğlu

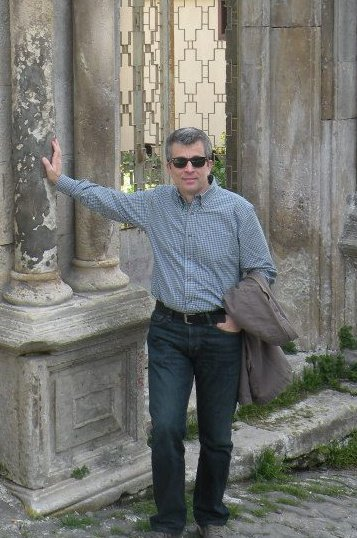
Fahrettin Çiloğlu (2013)

Fahrettin Çiloğlu (* 5. Oktober 1956 in Ünye, Provinz Ordu, Türkei) ist ein türkischer Schriftsteller georgischer Herkunft, dessen Familie im späten 19. Jahrhundert aus Georgien in die Türkei auswanderte. In georgischen Publikationen nutzt er das Pseudonym ფარნა - ბექა ჩილაშვილი (Parna-Beka Chilaschwili). Çiloğlu schreibt auf Georgisch und Türkisch, zuletzt veröffentlichte er 2012 in Tiflis ein Buch mit Kurzgeschichten unter dem Titel სანამ თოვს ("Während es schneit"). Eine dieser Geschichten wurde in der Anthologie Unser Istanbul (2008, Berlin) in deutscher Sprache unter dem Titel "Die Reise meiner Großmutter nach Istanbul" veröffentlicht.
Çiloğlu arbeitete als Chefredakteur bei der georgisch-türkischen Literatur- und Kulturzeitschrift Pirosmani (2007–2010). Zudem schreibt er Kurzgeschichten und Gedichte, u. a. sind bis jetzt von ihm erschienen: Beni Bırak Uzaklara (2004), Aşksız Mutluluk Yoktur (2004) und Uçinmaçini (2007).
Çiloğlu ist auch einer der Autoren des Buches Contrasts and Solutions in the Caucasus von Ole Høiris und Sefa Martin Yürükel 1998 bearbeitet. Seine Essays in türkischer, die in verschiedenen Orten zwischen 2003 und 2009 veröffentlicht wurden, wurden in die georgische übersetzt und in Georgien als Buch mit dem Titel "Ein Tropfen Zitrone" („ერთი წვეთი ლიმონი“) veröffentlicht.